# تریال
تریال (به فرانسوی: Tréal) یک کامین در فرانسه است که در Canton of La Gacilly واقع شده‌است.

## خصوصیات
تریال ۱۹٫۲۸ کیلومترمربع مساحت و ۶۷۲ نفر جمعیت دارد.